# Otodus
Otodus je vyhynulý rod obrounovitého žraloka, který žil od paleocénu po miocén. Jméno pochází ze řeckých slov ὠτ (ucho) a ὀδούς (zub). 

## Objevy
Fosilie byly vykopány v Africe, Evropě, Asii (včetně Japonska) a Severní Americe, což značí kosmopolitní distribuci.
Tento rod žraloka je znám z fosilních zubů a zkamenělých center obratlů. Podobně jako u jiných žraloků, i u rodu Otodus byla kostra tvořená chrupavkou a ne kostmi. Ta se rozpadá, a proto fosilní záznamy celých koster nejsou dobře zachovány. Zuby tohoto žraloka byly velké, s trojúhelníkovou korunou, hladkými hranami a vyvinuly se boční hroty. Na základě fosilních důkazů se zdá, že to byl velmi velký žralok. Největší zuby měří přibližně 104 mm a středy obratlů přes 12,7 cm. Takový žralok by dosahoval nejmenších rozměrů 9,1 metru a nejvíce 12,2 metrů. Byl vrcholovým predátorem, lovil pravděpodobně mořské savce, velké kostnaté ryby a jiné druhy žraloků.
Z rodu Otodus se nejspíše vyvinul rod Carcharocles. Důkazy poskytly fosilní zuby, přechodné fosilie. Ty byly objeveny v sedimentech řeky Potomac v Marylandu, v ypreských jílech v Belgii a na západě Kazachstánu a velmi se podobají zubům rodu Otodus. Nejsou však hladké, ale mírně zoubkované. Na základě podporované teorie se rod Otodus vyvinul až k druhu Otodus aksuaticus a z něj vzešla linie rodu Carcharocles. Novější studie proto naznačují, že aby byl rod Otodus monofyletický, musí zahrnovat i příslušníky rodu Carcharocles.